# 张学杰
张学杰（1961年8月—），安徽省寿县正阳关镇人，中国人民解放军中将。

## 生平
张学杰曾任陆军第三十一集团军摩步91师政委，陆军第三十一集团军政治部副主任。2009年任陆军第三十一集团军政治部主任。2013年任陆军第十二集团军政治委员。2014年任陆军第三十一集团军政治委员。2017年，任中国人民解放军东部战区政治工作部副主任。2018年4月，升任西藏军区政治委员。2020年1月，增补为西藏自治区党委常委。2021年12月，调任西部战区副政委兼政治工作部主任。
2010年7月晋升少将军衔。2019年6月晋升中将军衔。

## 家庭
- 兄长：张学平